# Liste der Biografien/Muld
Liste der Biografien |
Portal Biografien |
Personensuche
# |
A |
B |
C |
D |
E |
F |
G |
H |
I |
J |
K |
L |
M |
N |
O |
P |
Q |
R |
S |
T |
U |
V |
W |
X |
Y |
Z |
?
 
Ma |
Mb |
Mc |
Md |
Me |
Mf |
Mg |
Mh |
Mi |
Mj |
Mk |
Ml |
Mm |
Mn |
Mo |
Mp |
Mq |
Mr |
Ms |
Mt |
Mu |
Mv |
Mw |
Mx |
My |
Mz
 
Mua |
Mub |
Muc |
Mud |
Mue |
Muf |
Mug |
Muh |
Mui |
Muj |
Muk |
Mul |
Mum |
Mun |
Muo |
Mup |
Muq |
Mur |
Mus |
Mut |
Muu |
Muv |
Muw |
Mux |
Muy |
Muz
 
Mula |
Mulb |
Mulc |
Muld |
Mule |
Mulf |
Mulg |
Mulh |
Muli |
Mulj |
Mulk |
Mull |
Mulm |
Muln |
Mulo |
Mulr |
Muls |
Mult |
Mulu |
Mulv |
Mulw |
Muly |
Mulz
Die Liste der Biografien führt alle Personen auf, die in der deutschsprachigen Wikipedia einen Artikel haben. Dieses ist eine Teilliste mit 62 Einträgen von Personen, deren Namen mit den Buchstaben „Muld“ beginnt.

## Muld

### Mulda
- Muldaschew, Ernst Rifgatowitsch (* 1948), russischer Augenchirurg, Schriftsteller
- Muldaur, Diana (* 1938), US-amerikanische SchauspielerinDiana Muldaur (* 1938)

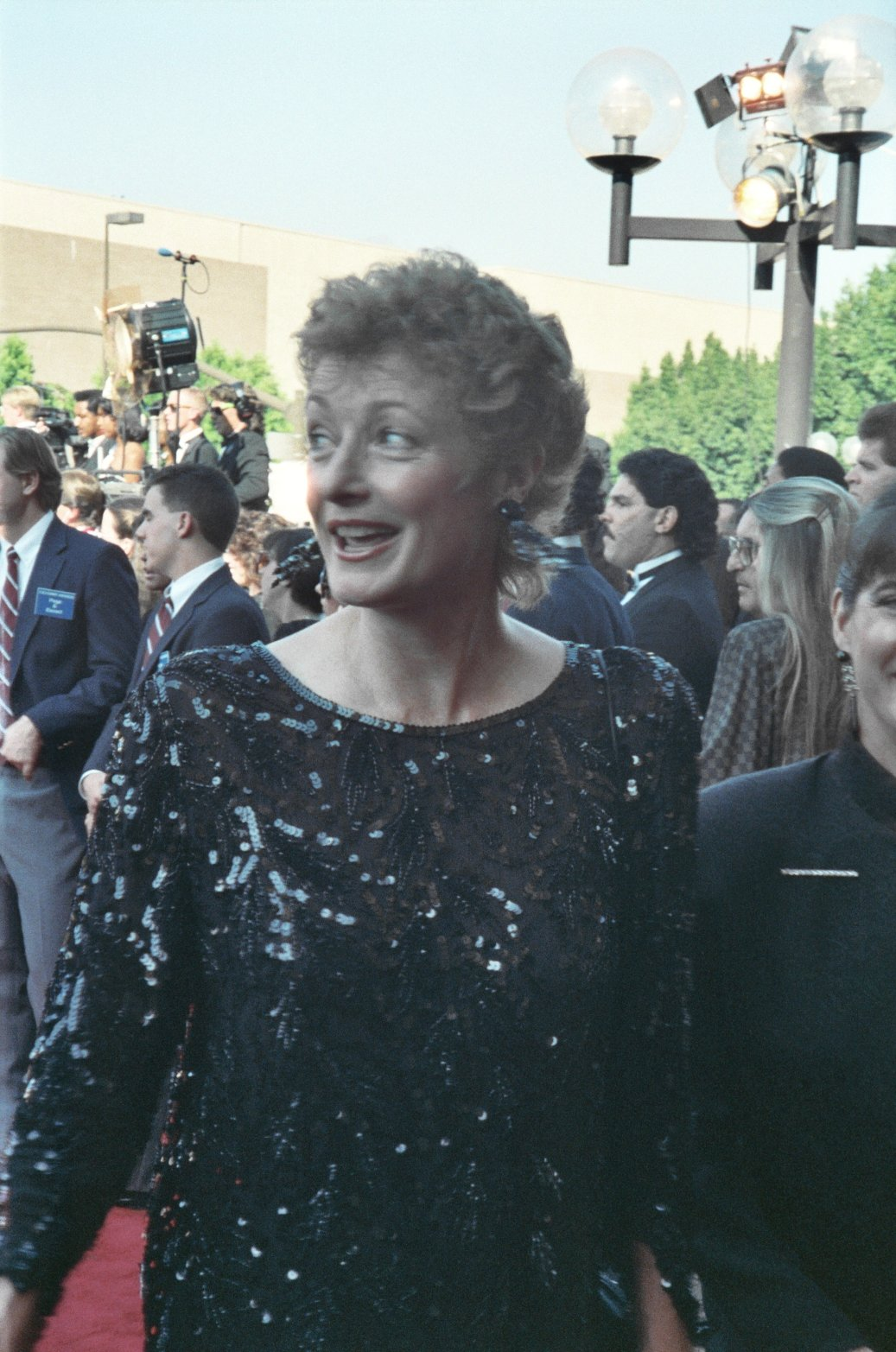
Diana Muldaur (* 1938)

- Muldaur, Geoff (* 1943), US-amerikanischer Folksänger und Gitarrist
- Muldaur, Maria (* 1943), US-amerikanische Folk-, Country-, Jazz- und Blues-Sängerin

### Mulde
- Müldener, Nikolaus Christoph (1605–1656), deutscher Jurist, Gesandter bei den Westfälischen Friedensverhandlungen
- Mulder, Bobbie (* 2006), niederländische Schauspielerin
- Mulder, Charles (1897–1953), belgischer Bobfahrer
- Mulder, Cornelius Petrus (1925–1988), südafrikanischer Politiker während der Zeit der Apartheid
- Mülder, Dietrich (1861–1947), deutscher Gymnasiallehrer und Altphilologe
- Mülder, Dietrich (1906–2000), deutscher Forstwissenschaftler
- Mulder, Dustley (* 1985), niederländischer Fußballspieler
- Mulder, Eduard (1832–1924), niederländischer Chemiker
- Mulder, Eefke (* 1977), niederländische Hockeyspielerin
- Mulder, Ernest Willem (1898–1959), niederländischer Komponist und Musikpädagoge
- Mulder, Erwin (* 1989), niederländischer Fußballtorhüter
- Mulder, Gary (* 1960), US-amerikanischer Radrennfahrer
- Mulder, Gerardus Johannes (1802–1880), niederländischer Mediziner, Pharmakologe, Chemiker und Entdecker des ProteinsGerardus Johannes Mulder (1802–1880)

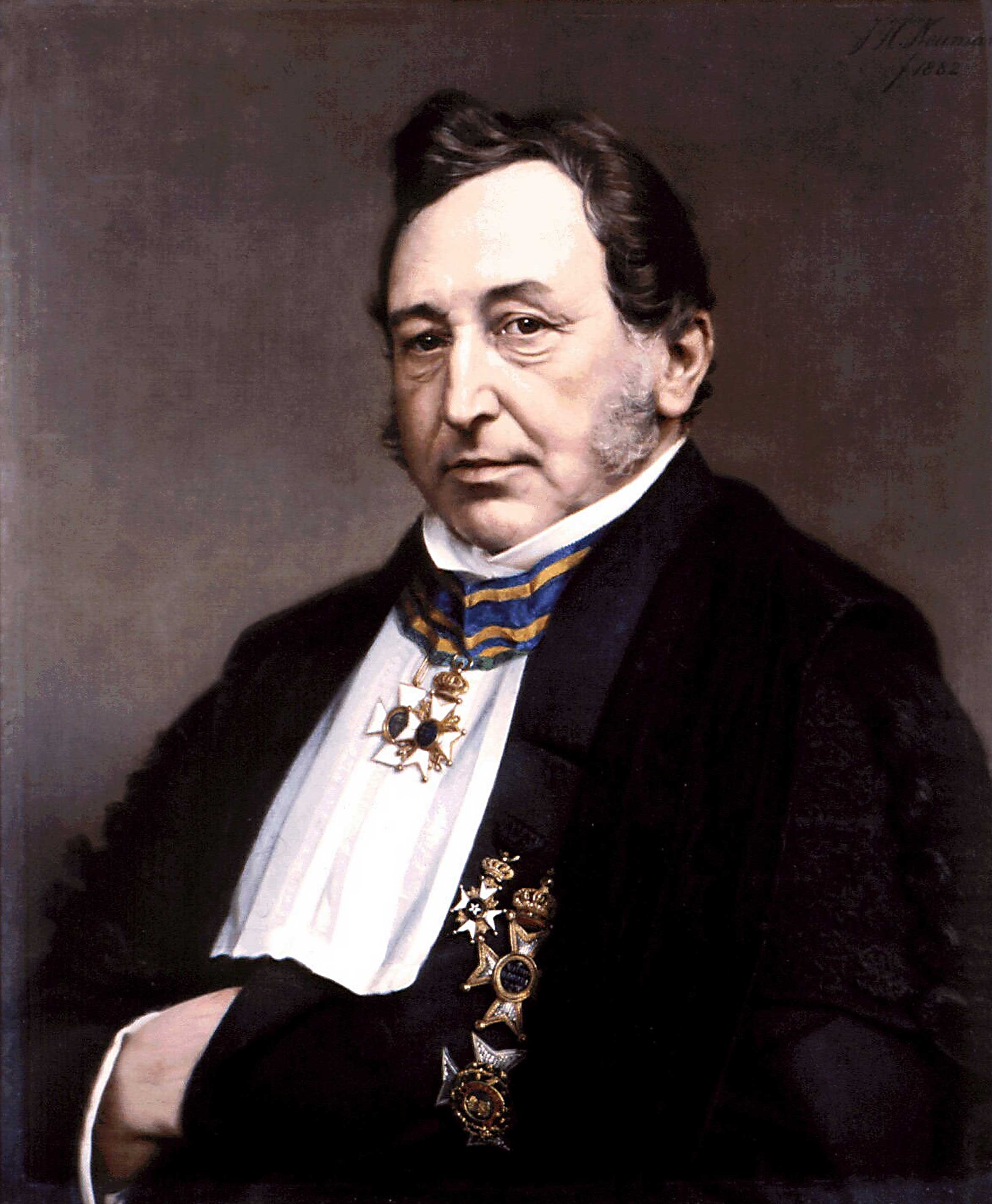
Gerardus Johannes Mulder (1802–1880)

- Mulder, Jakoba (1900–1988), niederländische Architektin, Hochschullehrerin und Stadtplanerin
- Mulder, Jan (1919–2011), niederländischer Sprachwissenschaftler
- Mulder, Jan (* 1943), niederländischer Politiker (VVD), MdEP
- Mulder, Jan (* 1945), niederländischer Fußballspieler, Kolumnist, Autor und Fernsehkommentator
- Mulder, Jan (* 1963), niederländischer Pianist, Komponist und Dirigent
- Mulder, Karen (* 1970), niederländisches Modell
- Mulder, Klaas Jan (1930–2008), niederländischer Organist, Pianist und Dirigent
- Mulder, Lau (1927–2006), niederländischer Hockeyspieler
- Mulder, Mandy (* 1987), niederländische Seglerin
- Mulder, Michel (* 1986), niederländischer Eisschnellläufer
- Mulder, Nick (1973–2024), australischer Jazzmusiker (Posaune)
- Mulder, Nora (* 1965), niederländische Konzertpianistin und Improvisationsmusikerin
- Mulder, Pieter (* 1951), südafrikanischer Politiker
- Mulder, Ronald (* 1986), niederländischer Eisschnellläufer
- Mulder, Sander (* 1969), niederländischer Beachvolleyballspieler
- Mulder, Saskia (* 1973), niederländische Schauspielerin
- Mulder, Teun (* 1981), niederländischer Radrennfahrer
- Mulder, Tiny (1921–2010), niederländische Widerstandskämpferin, Journalistin, Schriftstellerin, Dichterin und Übersetzerin
- Mulder, Vera (* 2000), niederländische Volleyballspielerin
- Mülder, Wilhelm (* 1952), deutscher Wirtschaftsinformatiker, Hochschulprofessor für Wirtschaftsinformatik und Fachbuchautor
- Mulder, Youri (* 1969), niederländischer Fußballspieler und Fußballtrainer sowie Sportkommentator
- Mülder-Bach, Inka (* 1953), deutsche Literaturwissenschaftlerin
- Mulders, Hein (* 1962), niederländischer KulturmanagerHein Mulders (* 1962)
- Mulders, Jean-Paul (* 1968), flämischer Autor

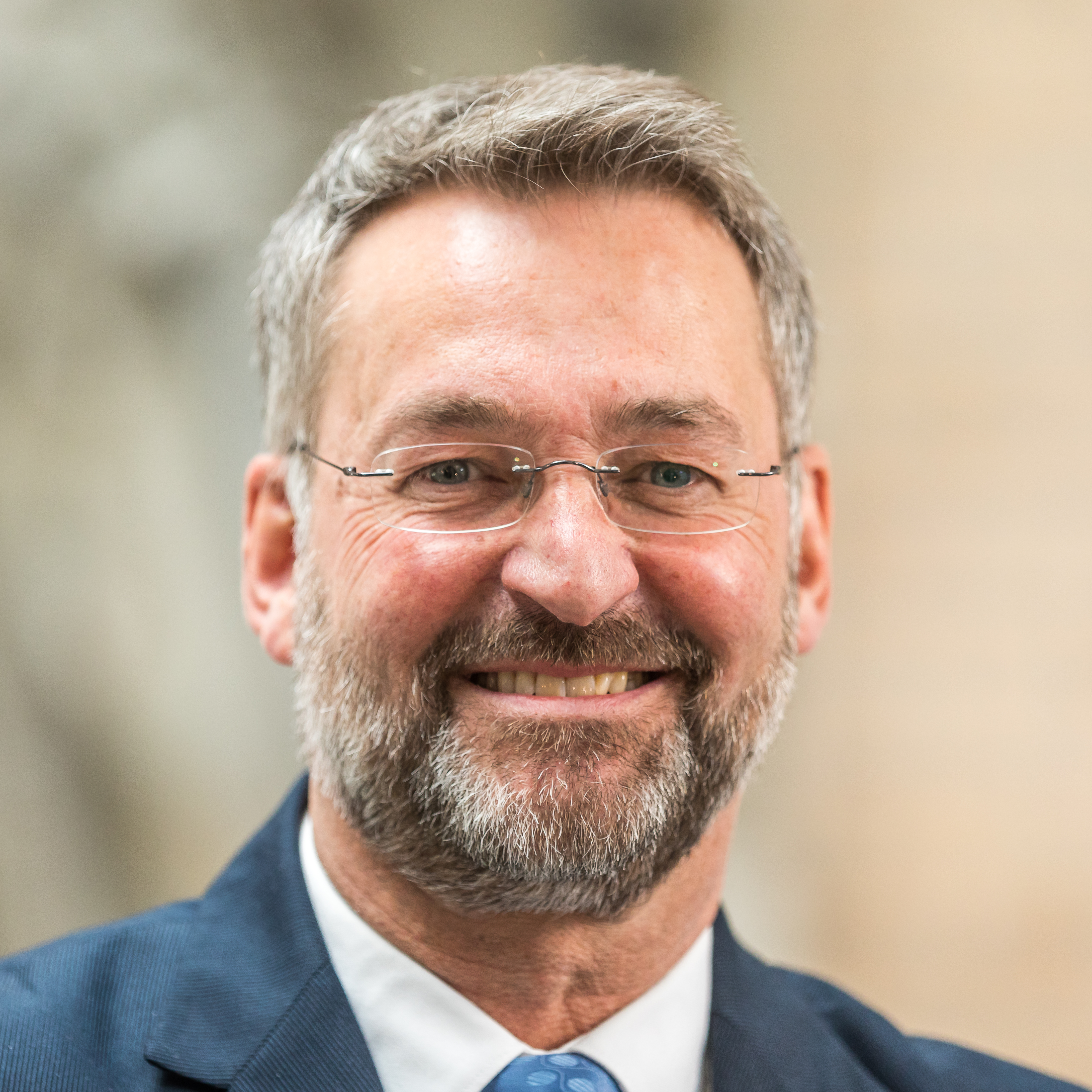
Hein Mulders (* 1962)

- Mulders, Marc (* 1958), niederländischer Maler, Fotograf und Glaskünstler
- Mulders, Rob (1967–1998), niederländischer Radrennfahrer

### Muldn
- Müldner von Mülnheim, Karl (1782–1863), kurhessischer Generalleutnant, Minister
- Müldner von Mülnheim, Louis (1876–1945), deutscher Offizier und Hofbeamter

### Muldo
- Muldoon, Bristow (* 1964), schottischer Politiker
- Muldoon, Patrick (* 1968), US-amerikanischer Schauspieler und SängerPatrick Muldoon (* 1968)

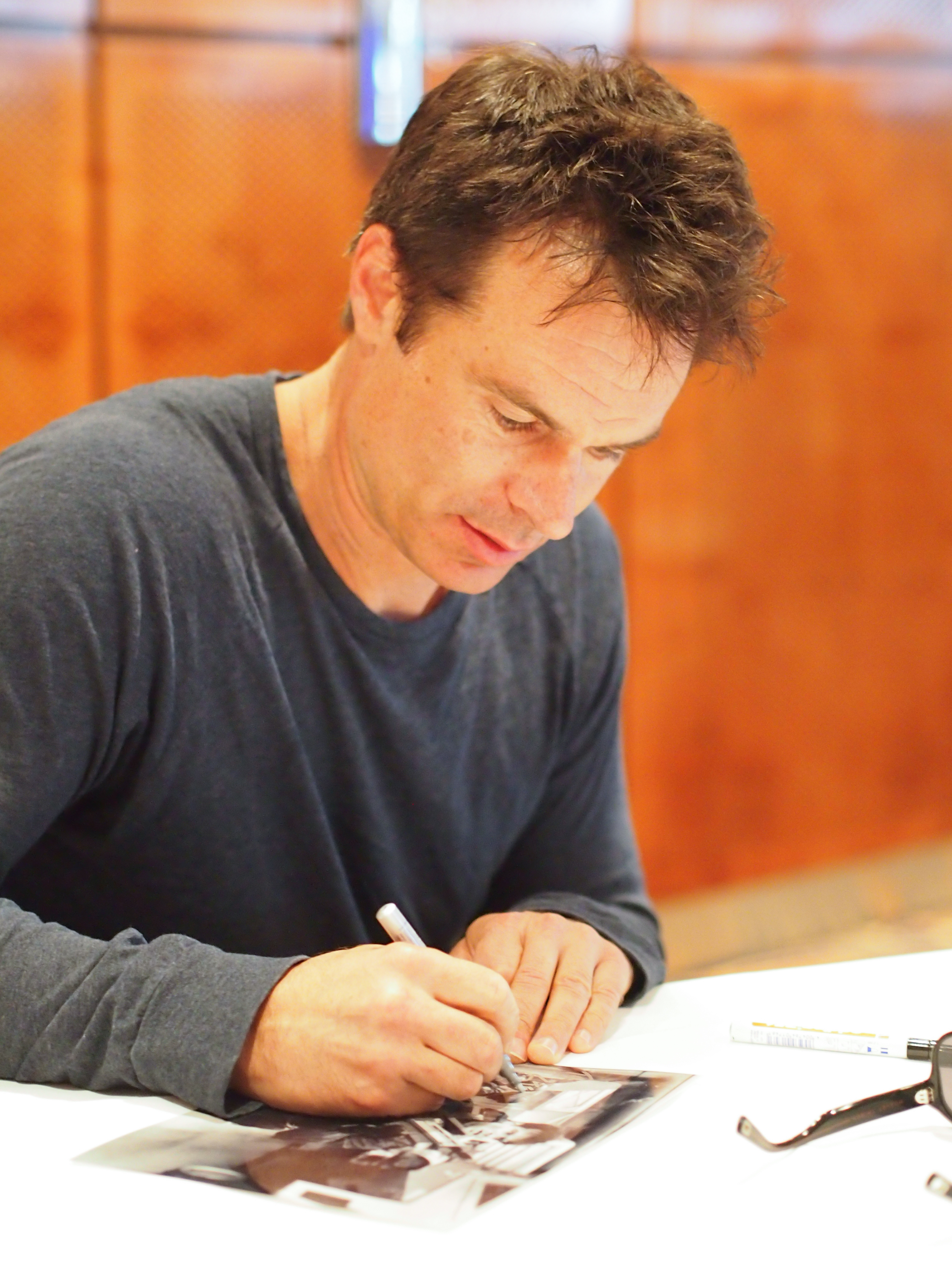
Patrick Muldoon (* 1968)

- Muldoon, Paul (* 1951), nordirischer Dichter
- Muldoon, Pete (1881–1929), kanadischer Eishockeytrainer und -funktionär
- Muldoon, Peter James (1862–1927), US-amerikanischer Geistlicher und römisch-katholischer Bischof von Rockford
- Muldoon, Robert (1921–1992), neuseeländischer Politiker, Premierminister von Neuseeland (1975–1984)
- Muldoon, Sylvan (1903–1969), US-amerikanischer Autor
- Muldoon, Thomas William (1917–1986), australischer Geistlicher, Weihbischof in Sydney
- Muldoon, Tomás Andrés Mauro (1938–2024), US-amerikanischer Ordensgeistlicher, römisch-katholischer Bischof von Juticalpa
- Muldoon, Vincent (* 1990), irischer Snookerspieler
- Muldowney, Dominic (* 1952), britischer Komponist
- Muldowney, Michael Joseph (1889–1947), US-amerikanischer Politiker
- Muldowney, Shirley (* 1940), US-amerikanische Rennfahrerin

### Muldr
- Muldrow, Georgia Anne (* 1983), US-amerikanische Soulsängerin
- Muldrow, Henry L. (1837–1905), US-amerikanischer Politiker
- Muldrow, Ronald (1949–2007), US-amerikanischer Gitarrist des Soul Jazz und Hard Bop

### Muldu
- Müldür, Mert (* 1999), türkischer Fußballspieler